# Васпитач (часопис)
Васпитач је био педагошки часопис, који је излазио 1881. године у Београду. Часопис је био намењен првенствено васпитачима, учитељима, наставницима и педагозима генерално. У њему су објављивани текстови о српским школама, о образовању и васпитању, о књижевности, о нормама понашања, као и други едукативни садржаји о различитим темама. Уредник овог часописа био је професор Војислав Бакић, а више професора и учитеља је учествовало у његовом стварању. Часопис је излазио два пута месечно и укупно је објављено 18 свезака, док га сам Бакић није угасио након што је Учитељско удружење донело одлуку да покрене свој часопис Учитељ. Многи учитељи и наставници су слали своје чланке Васпитачу, а такође и дописе и извештаје о стању школа у разним српским крајевима. Часопис је штампан у Државној штампарији, а цена годишње претплате износила је 8 динара.

## ПрограмВаспитача

### Задатак
Васпитач је пред себе ставио задатак да одржава духовну везу између учитељске школе и основних школа и да учитељима да прилику да се читањем и радом у том листу усавршавају у педагошком знању и школском раду. Такође, Васпитач је настојао да одржава хармонију између свих васпитних завода, као и између родитељске куће, основне и средње школе.

### Правац
Васпитач је свој правац одредио као научно-педагошки и као такав примао је само оне чланке, који су се слагали са научном педагогијом. Васпитач је заступао природни развитак и слободну саморадњу васпитаника у кући и школи, насупрот дресури и механизму у васпитању. Такође, овај лист је био обојен српским духом и тежњом за уједињење свих Словена. Васпитач је чувао српски народни карактер и обичаје, народну веру и установе, доводећи их у сагласност са педагошким начелима. Такође, неговао је српско и словенско родољубље, којим васпитачи треба да задоје своје васпитанике. Често су објављивани и чланци о православној вери и то је био један од начина да се очува традиција и негује национални дух.